# Pierre Steinmetz
Pour les articles homonymes, voir Steinmetz.
 (octobre 2022).
Pierre Steinmetz, né le 23 janvier 1943 à Sainte-Colombe (Rhône), est un haut fonctionnaire français. Il a notamment été, directeur de cabinet du Premier ministre Jean-Pierre Raffarin en 2002-2003. Il est membre du Conseil constitutionnel de 2004 à 2013.

## Formation
Il a commencé son parcours par l'obtention d'une maîtrise en Droit Public. Diplômé de l'Institut d'études politiques de Paris, il intègre l'École nationale d'administration, promotion Robespierre (janvier 1968 – mai 1970)

## Carrière
- Administrateur civil de deuxième classe au ministère des départements et territoires d'outre mer, mis à la disposition du ministère de la santé publique et de la sécurité sociale (1970)
- Directeur du cabinet du haut-commissaire dans l'océan Pacifique, à Nouméa (1972)
- Chargé de mission au service législatif du secrétariat général du gouvernement (1975)
- Chargé de mission au cabinet du Premier ministre Raymond Barre (1979)
- Chargé de mission au ministère de l'Urbanisme et du Logement (1982)
- Directeur de cabinet du secrétaire général de la Ville de Paris (1982 à 1987)
- Directeur du développement économique et social au Conseil régional d'Île-de-France (1987)
- Mission chargée « d'apprécier la situation et de rétablir le dialogue » en Nouvelle-Calédonie (1988)
- Préfet de Haute-Marne (1988)
- Directeur de cabinet du ministre de la Coopération et du Développement Jacques Pelletier (1989-1991)
- Préfet des Pyrénées-Orientales en 1992, de la Haute-Savoie en 1993 et de La Réunion fin 1994
- Directeur de cabinet du ministre de la Fonction publique, de la Réforme de l'État et de la Décentralisation (1995)
- Préfet de la région Bourgogne, préfet de la zone de défense Centre-Est, préfet de la Côte-d'Or (1996)
- Préfet de la région Poitou-Charentes, préfet de la Vienne (1997)
- Directeur général de la Gendarmerie nationale (2000-2002)
- Directeur de cabinet du Premier ministre, Jean-Pierre Raffarin (2002-2003)
- Nommé le 27 février 2004 au Conseil constitutionnel par le président de la République, il prête serment devant lui le 10 mars 2004.
- Début 2014, il devient membre de la haute autorité présidée par la juriste Anne Levade chargée d'organiser la primaire présidentielle LR de 2016[1].

## Récompenses et distinctions

### Décorations
- Commandeur de la Légion d'honneur Il est fait chevalier le 31 décembre 1992[2], est promu officier le 31 décembre 2004[3], puis commandeur[4].
- Officier de l'ordre national du Mérite Il est fait chevalier le 12 octobre 1989, et est promu officier le 10 novembre 1997[5].
- Chevalier de l'ordre du Mérite agricole[4]
- Chevalier de l'ordre des Palmes académiques[4]